# Opaci klasztoru cystersów w Oliwie

## Opaci klasztoru cystersów w Oliwie

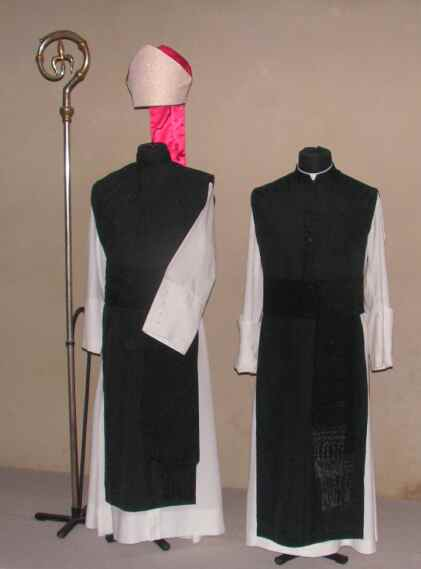
Habit, infuła i pastorał opata cysterskiego

Opaci klasztoru cystersów w Oliwie (obecnie dzielnicy Gdańska), założonego w roku 1188 przez księcia gdańskiego Sambora, skasowanego przez władze pruskie w 1831 roku. Cystersi przybyli do Oliwy z Kołbacza, dokąd dotarli z duńskiego Esrum i byli Duńczykami. Byli też nimi z całą pewnością dwaj, a może nawet czterej pierwsi opaci. Od czasów Jagiellonów opaci oliwscy byli nominowani lub zatwierdzani przez królów.
- 1188–ok. 1200 - Dithard
- ok. 1200–1224 - Henryk I
- 1224? - Kazimierz?
- 1224–1233 - Etheler
- 1233–1236 - Jaracz
- 1236–1249 - Tetbrand
- 1249–1259 - Albert
- 1259–1277 - Wichman
- 1277–1283 - Jan I
- 1283–1284 - Herman
- 1284–1289 - Lambert
- 1289–1290 - Jan II
- 1290–1313 - Rudiger
- 1313–1320 - Aleksander
- 1320–1330 - Paweł I
- 1330–1349 - Stanisław Polak
- 1349–1350 - Zygfryd I
- 1350–1356 - Stanisław Polak
- 1356–1361 - Wessel
- 1361–1378 - Albert Roden
- 1378–1389 - Zygfryd II
- 1389–1394 - Mikołaj I Runge
- 1394–1399 - Mikołaj II
- 1399–1404 - Mikołaj III Praerter
- 1404–1410 - Jakub
- 1410–1418 - Mikołaj I Runge
- 1418–1432 - Bernard I
- 1432–1440 - Bernard II
- 1440–1444 - Jan III
- 1444–1454 - Mikołaj IV
- 1454–1464 - Henryk II
- 1464–1469 - Paweł II
- 1469–1474 - Mikołaj Rense (Mikołaj Rusin)
- 1474–1488 - Mikołaj Muskendorf
- 1488–1493 - Mikołaj Unger
- 1493–1498 - Michał Gedaue
- 1498–1500 - Piotr Smitzingius
- 1500–1504 - Jerzy Krokowski (Georg von Krockow)
- 1504–1528 - Jerzy Stolzenfott
- 1528–1537 - Wawrzyniec
- 1537–1545 - Bartłomiej
- 1545–1549 - Adrian
- 1549–1558 - Lambert Schleff
- 1558–1559 - Kasper Geschkau
- 1559–1569 - Mikołaj Lock
- 1569–1584 - Kasper Geschkau
- 1584–1588 - Jan Kostka
- 1588–1589 - Klemens Montau
- 1589–1616 - Dawid Konarski
- 1616–1617 - Feliks Kos
- 1617–1630 - Adam Trebnic
- 1630–1638 - Jan Grabiński
- 1638–1639 - Aleksander Grabiński
- 1639–1641 - Michał Konarski
- 1641–1667 - Aleksander Kęsowski
- 1667–1683 - Karol Łoknicki
- 1683–1703 - Michał Antoni Hacki
- 1703–1722 - Kazimierz Dąbrowski
- 1722–1740 - Mikołaj Zaleski
- 1740–1782 - Jacek Józef Rybiński
- 1782–1803 - Karol von Hohenzollern
- 1803–1836 - Józef von Hohenzollern